# Thinopteryx erythrosticta
Thinopteryx erythrosticta là một loài bướm đêm trong họ Geometridae.